# Nippon Professional Baseball
Nippon Professional Baseball Organization (日本野球機構, Nihon Yakyū Kikō, en français « Organisation de baseball professionnel nippon ») abrégé en NPB, est la principale compétition interclubs de baseball au Japon mettant aux prises douze formations professionnelles répartis en deux ligues : la Ligue centrale et la Ligue Pacifique. Chaque équipe dispute 144 matches de saison régulière. La finale, les Japan Series, se tient en octobre et attribue le titre national. Elle oppose les champions des deux ligues jusqu'en 2003, puis des séries éliminatoires impliquant également les deuxièmes et troisièmes de chaque ligue qui sont en place depuis 2004. 
La NPB est créée en 1950 sur les ruines de la Ligue japonaise de baseball, qui opère entre 1937 et 1949.
Les champions en titre de la NPB sont les Yokohama DeNA BayStars, gagnants des Japan Series en 2024.

## Histoire

### Japanese Baseball League (1937-1949)
De 1937 à 1949, les équipes japonaises s'affrontent au sein d'une même ligue. À partir de 1949, les équipes se répartissent en deux ligues.
Palmarès
| - 1937 (été) Tokyo Kyojin - 1937 (automne) Osaka Tigers - 1938 (été) Osaka Tigers - 1938 (automne) Tokyo Kyojin - 1939 Tokyo Kyojin - 1940 Tokyo Kyojin - 1941 Tokyo Kyojin - 1942 Tokyo Kyojin |  | - 1943 Tokyo Kyojin - 1944 Hanshin - 1945 Pas de compétition à cause de la Seconde Guerre mondiale. - 1946 Kinki Great Ring - 1947 Osaka Tigers - 1948 Nakai Hawks - 1949 Yomiuri Giants |

## Équipes actuelles

### Pacific League
| Équipe                       | Ville(s)     | Stade(s)                     | Capacité(s)     |
| ---------------------------- | ------------ | ---------------------------- | --------------- |
| Chiba Lotte Marines          | Chiba        | Chiba Marine Stadium         | 30 200          |
| Fukuoka SoftBank Hawks       | Fukuoka      | Fukuoka Dome                 | 35 773          |
| Hokkaido Nippon Ham Fighters | Sapporo      | Sapporo Dome                 | 40 572          |
| Orix Buffaloes               | Osaka / Kobe | Osaka Dome / Skymark Stadium | 36 477 / 35 000 |
| Saitama Seibu Lions          | Tokorozawa   | Seibu Dome                   | 35 879          |
| Tohoku Rakuten Golden Eagles | Sendai       | Miyagi Baseball Stadium      | 30 508          |

Logo de la Pacific League

Après la saison 2004, l’équipe des Orix BlueWave et celle des Osaka Kintetsu Buffaloes fusionnent en une équipe, les Orix Buffaloes. À la suite de cette fusion, une nouvelle franchise est créée pour que la Ligue reste à six équipes. Les Tohoku Rakuten Golden Eagles débutent en championnat lors de la saison 2005.

### Central League

Logo de la Central League

| Équipe                 | Ville(s)            | Stade(s)                          | Capacité(s)     |
| ---------------------- | ------------------- | --------------------------------- | --------------- |
| Chunichi Dragons       | Nagoya              | Nagoya Dome                       | 38 414          |
| Hanshin Tigers         | Nishinomiya / Osaka | Koshien Stadium / Osaka Dome      | 50 454 / 36 477 |
| Hiroshima Toyo Carp    | Hiroshima           | MAZDA Zoom-Zoom Hiroshima Stadium | 30 350          |
| Tokyo Yakult Swallows  | Tokyo               | Meiji Jingu Stadium               | 37 933          |
| Yokohama DeNA BayStars | Yokohama            | Yokohama Stadium                  | 30 730          |
| Yomiuri Giants         | Tokyo               | Tokyo Dome                        | 45 600          |

## Formule

### Saison régulière
Chaque équipe joue 144 matchs de saison régulière : vingt-quatre matchs contre chaque équipe de sa propre ligue et quatre contre chaque équipe de l'autre ligue. Les trois premiers de chaque ligue sont qualifiés pour les séries éliminatoires.

### Séries éliminatoires
Dans chaque ligue le premier de la saison régulière est directement qualifié pour la finale. Les équipes classées deuxièmes et troisièmes se rencontrent lors des wild cards au meilleur des trois matchs. Le vainqueur rencontre le premier de la saison régulière au meilleur des six matchs, le premier de la saison régulière ayant une victoire d'avance. Ce dernier doit donc remporter trois victoires pour se qualifier alors que son adversaire doit lui en remporter quatre. Les champions des deux ligues se rencontrent lors des Japan Series au meilleur des sept matchs.

## Palmarès

### Pacific League

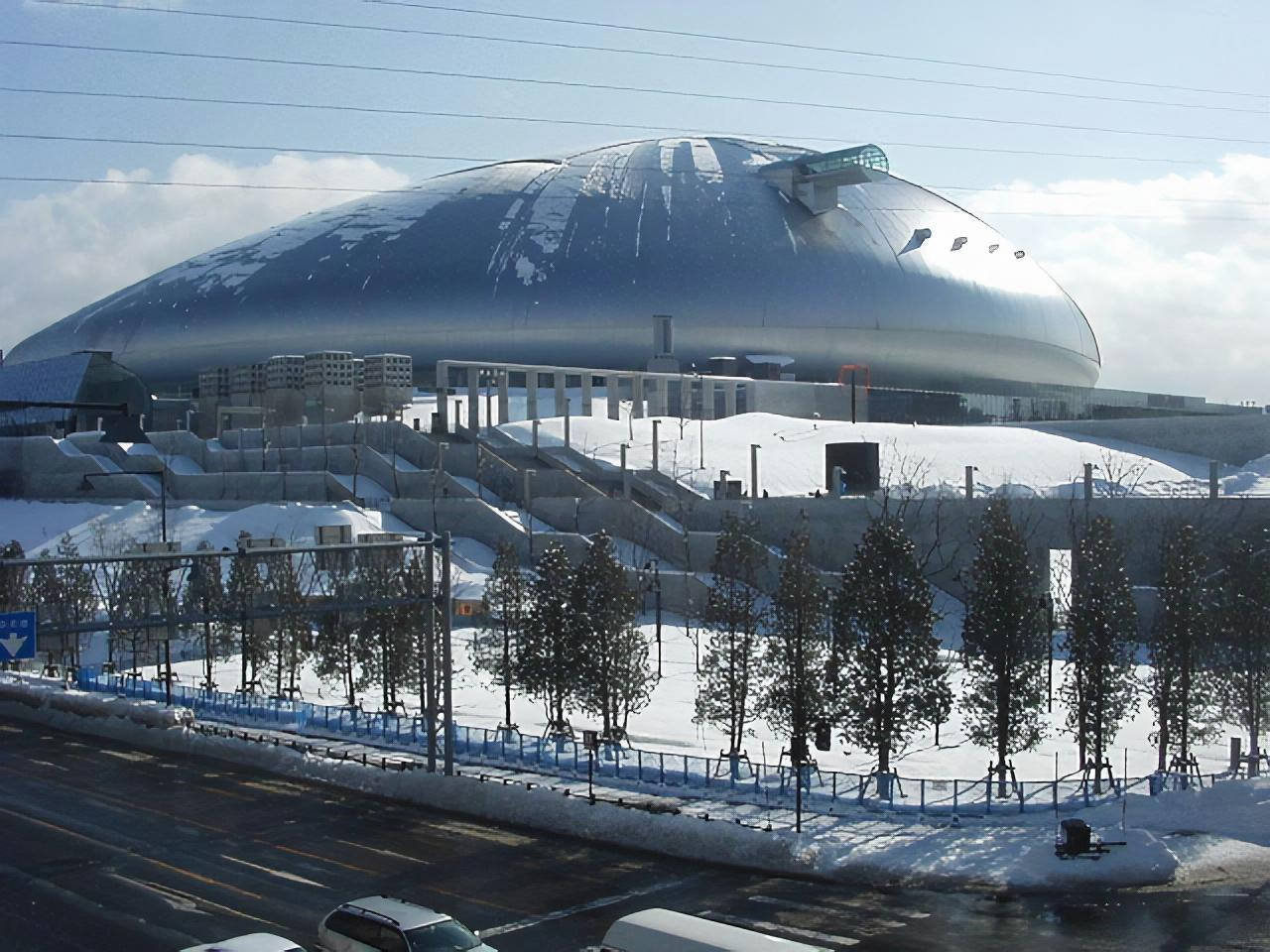
Le Sapporo Dome (en 2004) où évoluent les Hokkaido Nippon Ham Fighters

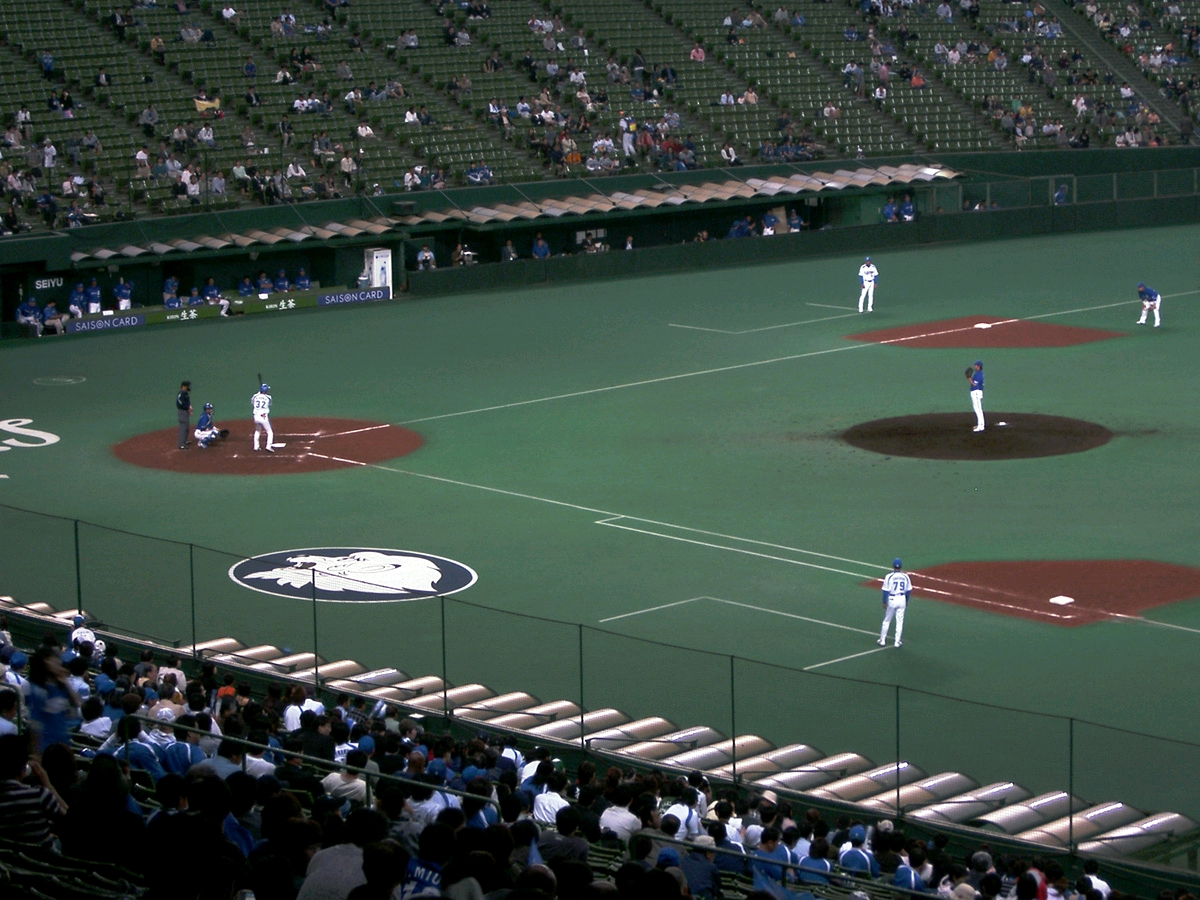
Le Seibu Dome (en 2007) où évoluent les Seibu Lions

Série de championnat de la Ligue pacifique
- 2020 : Fukuoka SoftBank Hawks
- 2019 : Fukuoka SoftBank Hawks
- 2018 : Fukuoka SoftBank Hawks
- 2017 : Fukuoka SoftBank Hawks
- 2016 : Hokkaido Nippon Ham Fighters
- 2015 : Fukuoka SoftBank Hawks
- 2014 : Fukuoka SoftBank Hawks
- 2013 : Tohoku Rakuten Golden Eagles
- 2012 : Hokkaido Nippon Ham Fighters
- 2011 : Fukuoka SoftBank Hawks
- 2010 : Chiba Lotte Marines (3e de la saison régulière)
- 2009 : Hokkaido Nippon Ham Fighters
- 2008 : Seibu Lions
- 2007 : Hokkaido Nippon Ham Fighters
- 2006 : Hokkaido Nippon Ham Fighters
- 2005 : Chiba Lotte Marines (2e de la saison régulière)
- 2004 : Seibu Lions (2e de la saison régulière)

Saison régulière
| - 2019 : Saitama Seibu Lions - 2018 : Saitama Seibu Lions - 2017 : Fukuoka SoftBank Hawks - 2016 : Hokkaido Nippon Ham Fighters - 2015 : Fukuoka SoftBank Hawks - 2014 : Fukuoka SoftBank Hawks - 2013 : Tohoku Rakuten Golden Eagles - 2012 : Hokkaido Nippon Ham Fighters - 2011 : Fukuoka SoftBank Hawks - 2010 : Fukuoka SoftBank Hawks - 2009 : Hokkaido Nippon Ham Fighters - 2008 : Saitama Seibu Lions - 2007 : Hokkaido Nippon Ham Fighters - 2006 : Hokkaido Nippon Ham Fighters - 2005 : Fukuoka SoftBank Hawks - 2004 : Fukuoka Daiei Hawks - 2003 : Fukuoka Daiei Hawks - 2002 : Seibu Lions - 2001 : Kintetsu Buffaloes |  | - 2000 : Fukuoka Daiei Hawks - 1999 : Fukuoka Daiei Hawks - 1998 : Seibu Lions - 1997 : Seibu Lions - 1996 : Orix BlueWave - 1995 : Orix BlueWave - 1994 : Seibu Lions - 1993 : Seibu Lions - 1992 : Seibu Lions - 1991 : Seibu Lions - 1990 : Seibu Lions - 1989 : Kintetsu Buffaloes - 1988 : Seibu Lions - 1987 : Seibu Lions - 1986 : Seibu Lions - 1985 : Seibu Lions - 1984 : Hankyu Braves - 1983 : Seibu Lions - 1982 : Seibu Lions |  | - 1981 : Nippon Ham Fighters - 1980 : Kintetsu Buffaloes - 1979 : Kintetsu Buffaloes - 1978 : Hankyu Braves - 1977 : Hankyu Braves - 1976 : Hankyu Braves - 1975 : Hankyu Braves - 1974 : Lotte Orions - 1973 : Nankai Hawks - 1972 : Hankyu Braves - 1971 : Hankyu Braves - 1970 : Lotte Orions - 1969 : Hankyu Braves - 1968 : Hankyu Braves - 1967 : Hankyu Braves - 1966 : Nankai Hawks - 1965 : Nankai Hawks - 1964 : Nankai Hawks - 1963 : Nishitetsu Lions |  | - 1962 : Toei Flyers - 1961 : Nankai Hawks - 1960 : Daimai Orions - 1959 : Nankai Hawks - 1958 : Nishitetsu Lions - 1957 : Nishitetsu Lions - 1956 : Nishitetsu Lions - 1955 : Nankai Hawks - 1954 : Nishitetsu Lions - 1953 : Nankai Hawks - 1952 : Nankai Hawks - 1951 : Nankai Hawks - 1950 : Mainichi Orions |

### Central League

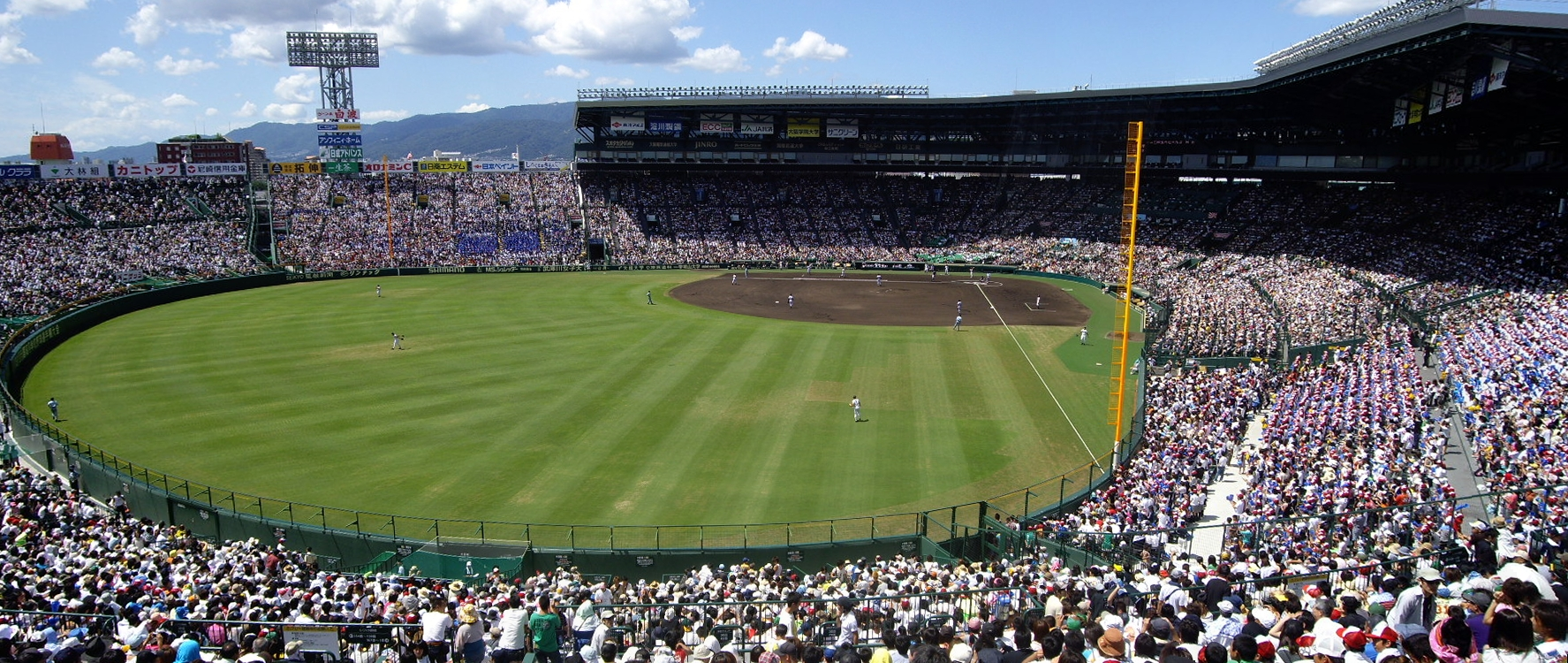
Le Koshien Stadium (en 2009) où évoluent les Hanshin Tigers

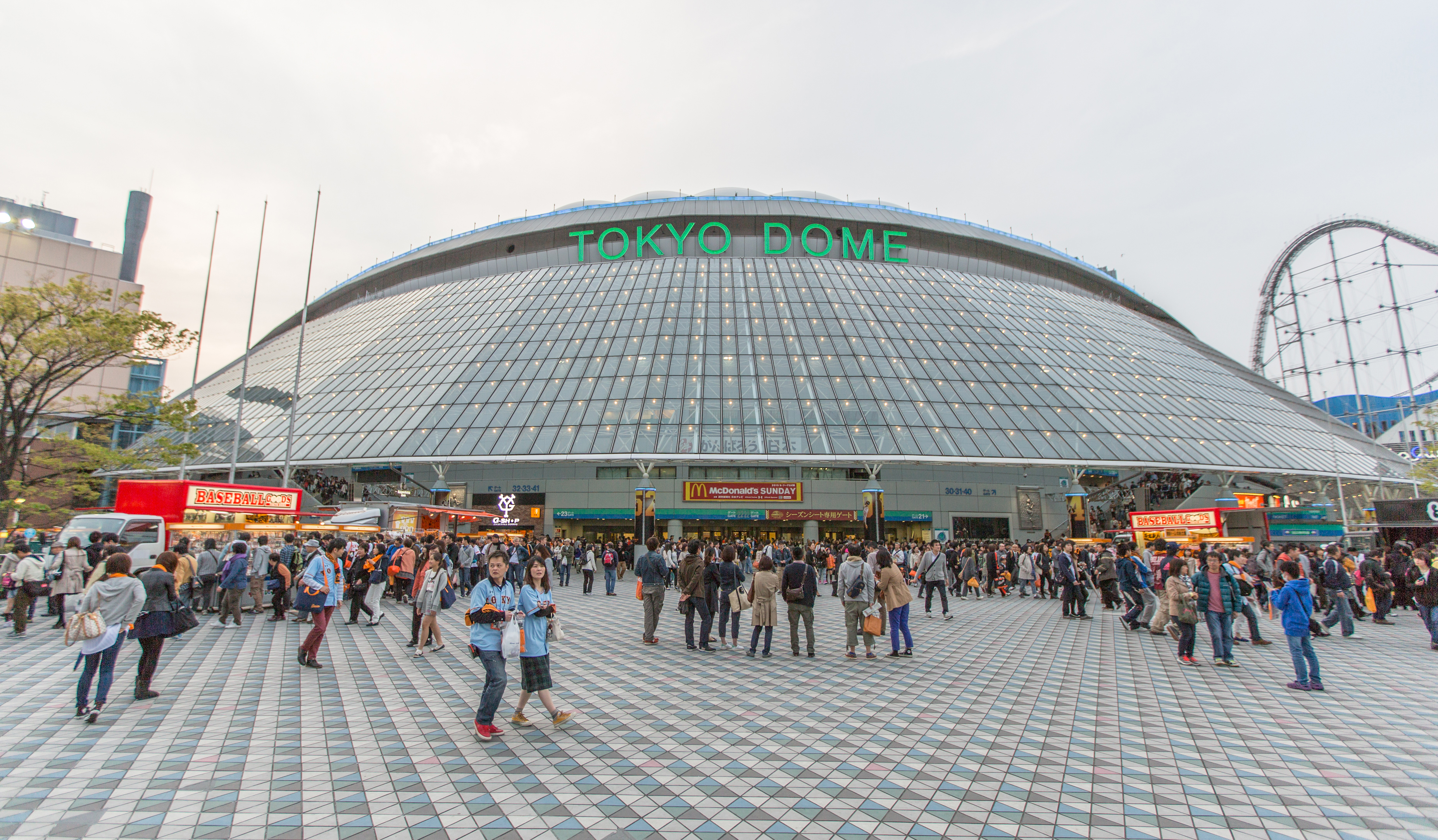
Le Tokyo Dome où évoluent les Yomiuri Giants

Contrairement à la Pacific League qui met en place dès 2004 des séries éliminatoires impliquant les trois premiers du classement final, la Central League attend 2007 pour opter pour cette formule.
Série de championnat de la Ligue centrale
- 2019 : Yomiuri Giants
- 2018 : Hiroshima Toyo Carp
- 2017 : Yokohama DeNA BayStars
- 2016 : Hiroshima Toyo Carp
- 2015 : Tokyo Yakult Swallows
- 2014 : Hanshin Tigers
- 2013 : Yomiuri Giants
- 2012 : Yomiuri Giants
- 2011 : Chunichi Dragons
- 2010 : Chunichi Dragons
- 2009 : Yomiuri Giants
- 2008 : Yomiuri Giants
- 2007 : Chunichi Dragons (2e de la saison régulière)

Saison régulière
| - 2019 : Yomiuri Giants - 2018 : Hiroshima Toyo Carp - 2017 : Hiroshima Toyo Carp - 2016 : Hiroshima Toyo Carp - 2015 : Tokyo Yakult Swallows - 2014 : Yomiuri Giants - 2013 : Yomiuri Giants - 2012 : Yomiuri Giants - 2011 : Chunichi Dragons - 2010 : Chunichi Dragons - 2009 : Yomiuri Giants - 2008 : Yomiuri Giants - 2007 : Yomiuri Giants - 2006 : Chunichi Dragons - 2005 : Hanshin Tigers - 2004 : Chunichi Dragons - 2003 : Hanshin Tigers - 2002 : Yomiuri Giants - 2001 : Yakult Swallows |  | - 2000 : Yomiuri Giants - 1999 : Chunichi Dragons - 1998 : Yokohama BayStars - 1997 : Yakult Swallows - 1996 : Yomiuri Giants - 1995 : Yakult Swallows - 1994 : Yomiuri Giants - 1993 : Yakult Swallows - 1992 : Yakult Swallows - 1991 : Hiroshima Toyo Carp - 1990 : Yomiuri Giants - 1989 : Yomiuri Giants - 1988 : Chunichi Dragons - 1987 : Yomiuri Giants - 1986 : Hiroshima Toyo Carp - 1985 : Hanshin Tigers - 1984 : Hiroshima Toyo Carp - 1983 : Yomiuri Giants - 1982 : Chunichi Dragons |  | - 1981 : Yomiuri Giants - 1980 : Hiroshima Toyo Carp - 1979 : Hiroshima Toyo Carp - 1978 : Yakult Swallows - 1977 : Yomiuri Giants - 1976 : Yomiuri Giants - 1975 : Hiroshima Toyo Carp - 1974 : Chunichi Dragons - 1973 : Yomiuri Giants - 1972 : Yomiuri Giants - 1971 : Yomiuri Giants - 1970 : Yomiuri Giants - 1969 : Yomiuri Giants - 1968 : Yomiuri Giants - 1967 : Yomiuri Giants - 1966 : Yomiuri Giants - 1965 : Yomiuri Giants - 1964 : Hanshin Tigers - 1963 : Yomiuri Giants |  | - 1962 : Hanshin Tigers - 1961 : Yomiuri Giants - 1960 : Taiyo Whales - 1959 : Yomiuri Giants - 1958 : Yomiuri Giants - 1957 : Yomiuri Giants - 1956 : Yomiuri Giants - 1955 : Yomiuri Giants - 1954 : Chunichi Dragons - 1953 : Yomiuri Giants - 1952 : Yomiuri Giants - 1951 : Yomiuri Giants - 1950 : Shochiku Robins |

### Japan series
Les champions des deux ligues japonaises s’affrontent dans les Japan series.
| Central League | Pacific League |

| Année | Vainqueur                         | Finaliste                         | Score | Meilleur joueur                  |
| ----- | --------------------------------- | --------------------------------- | ----- | -------------------------------- |
| 1950  | Mainichi Orions (PL)              | Shochiku Robins (CL)              | 4-2   | Kaoru Bettou                     |
| 1951  | Yomiuri Giants (CL)               | Nankai Hawks (PL)                 | 4-2   | Yukou Minamimura                 |
| 1952  | Yomiuri Giants (CL)               | Nankai Hawks (PL)                 | 4-2   | Takehiko Bessho                  |
| 1953  | Yomiuri Giants (CL)               | Nankai Hawks (PL)                 | 4-2-1 | Tetsuharu Kawakami               |
| 1954  | Chunichi Dragons (CL)             | Nishitetsu Lions (PL)             | 4-3   | Shigeru Sugishita                |
| 1955  | Yomiuri Giants (CL)               | Nankai Hawks (PL)                 | 4-3   | Takehiko Bessho                  |
| 1956  | Nishitetsu Lions (PL)             | Yomiuri Giants (CL)               | 4-2   | Yasumitsu Toyoda                 |
| 1957  | Nishitetsu Lions (PL)             | Yomiuri Giants (CL)               | 4-0-1 | Hiroshi Oshita                   |
| 1958  | Nishitetsu Lions (PL)             | Yomiuri Giants (CL)               | 4-3   | Kazuhisa Inao                    |
| 1959  | Nankai Hawks (PL)                 | Yomiuri Giants (CL)               | 4-0   | Tadashi Sugiura                  |
| 1960  | Taiyo Whales (CL)                 | Daimai Orions (PL)                | 4-0   | Akihito Kondo                    |
| 1961  | Yomiuri Giants (CL)               | Nankai Hawks (PL)                 | 4-2   | Toshio Miyamoto                  |
| 1962  | Toei Flyers (PL)                  | Hanshin Tigers (CL)               | 4-2-1 | Masayuki Dobashi Masayuki Tanemo |
| 1963  | Yomiuri Giants (CL)               | Nishitetsu Lions (PL)             | 4-3   | Shigeo Nagashima                 |
| 1964  | Nankai Hawks (PL)                 | Hanshin Tigers (CL)               | 4-3   | Joe Stanka                       |
| 1965  | Yomiuri Giants (CL)               | Nankai Hawks (PL)                 | 4-1   | Shigeo Nagashima                 |
| 1966  | Yomiuri Giants (CL)               | Nankai Hawks (PL)                 | 4-2   | Isao Shibata                     |
| 1967  | Yomiuri Giants (CL)               | Hankyu Braves PL (PL)             | 4-2   | Masaaki Mori                     |
| 1968  | Yomiuri Giants (CL)               | Hankyu Braves (PL)                | 4-2   | Shigeru Takada                   |
| 1969  | Yomiuri Giants (CL)               | Hankyu Braves (PL)                | 4-2   | Shigeo Nagashima                 |
| 1970  | Yomiuri Giants (CL)               | Lotte Orions (PL)                 | 4-1   | Shigeo Nagashima                 |
| 1971  | Yomiuri Giants (CL)               | Hankyu Braves (PL)                | 4-1   | Toshimitsu Suetsugu              |
| 1972  | Yomiuri Giants (CL)               | Hankyu Braves (PL)                | 4-1   | Tsuneo Horiuchi                  |
| 1973  | Yomiuri Giants (CL)               | Nankai Hawks (PL)                 | 4-1   | Tsuneo Horiuchi                  |
| 1974  | Lotte Orions (PL)                 | Chunichi Dragons (CL)             | 4-2   | Sumio Hirota                     |
| 1975  | Hankyu Braves (PL)                | Hiroshima Carp (CL)               | 4-0-1 | Takashi Yamaguchi                |
| 1976  | Hankyu Braves (PL)                | Yomiuri Giants (CL)               | 4-3   | Yutaka Fukumoto                  |
| 1977  | Hankyu Braves (PL)                | Yomiuri Giants (CL)               | 4-1   | Hisashi Yamada                   |
| 1978  | Yakult Swallows (CL)              | Hankyu Braves (PL)                | 4-3   | Katsuo Osugi                     |
| 1979  | Hiroshima Toyo Carp (CL)          | Kintetsu Buffaloes (PL)           | 4-3   | Yoshihiko Takahashi              |
| 1980  | Hiroshima Toyo Carp (CL)          | Kintetsu Buffaloes (PL)           | 4-3   | Jim Lyttle                       |
| 1981  | Yomiuri Giants (CL)               | Nippon Ham Fighters (PL)          | 4-2   | Takashi Nishimoto                |
| 1982  | Seibu Lions (PL)                  | Chunichi Dragons (CL)             | 4-3   | Osamu Higashio                   |
| 1983  | Seibu Lions (PL)                  | Yomiuri Giants (CL)               | 4-3   | Takuji Ota                       |
| 1984  | Hiroshima Toyo Carp (CL)          | Hankyu Braves (PL)                | 4-3   | Kiyoyuki Nagashima               |
| 1985  | Hanshin Tigers (CL)               | Seibu Lions (PL)                  | 4-2   | Randy Bass                       |
| 1986  | Seibu Lions (PL)                  | Hiroshima Carp (CL)               | 4-3-1 | Kimiyasu Kudo                    |
| 1987  | Seibu Lions (PL)                  | Yomiuri Giants (CL)               | 4-2   | Kimiyasu Kudo                    |
| 1988  | Seibu Lions (PL)                  | Chunichi Dragons (CL)             | 4-1   | Hiromichi Ishige                 |
| 1989  | Yomiuri Giants (CL)               | Kintetsu Buffaloes (PL)           | 4-3   | Norihiro Komada                  |
| 1990  | Seibu Lions (PL)                  | Yomiuri Giants (CL)               | 4-0   | Orestes Destrade                 |
| 1991  | Seibu Lions (PL)                  | Hiroshima Carp (CL)               | 4-3   | Kouji Akiyama                    |
| 1992  | Seibu Lions (PL)                  | Yakult Swallows (CL)              | 4-3   | Takehiro Ishii                   |
| 1993  | Yakult Swallows (CL)              | Seibu Lions (PL)                  | 4-3   | Kenjiro Kawasaki                 |
| 1994  | Yomiuri Giants (CL)               | Seibu Lions (PL)                  | 4-1   | Hiromi Makihara                  |
| 1995  | Yakult Swallows (CL)              | Orix Blue Wave (PL)               | 4-1   | Thomas O'Malley                  |
| 1996  | Orix Blue Wave (PL)               | Yomiuri Giants (CL)               | 4-1   | Troy Neel                        |
| 1997  | Yakult Swallows (CL)              | Seibu Lions (PL)                  | 4-1   | Atsuya Furuta                    |
| 1998  | Yokohama BayStars (CL)            | Seibu Lions (PL)                  | 4-2   | Takanori Suzuki                  |
| 1999  | Fukuoka Daiei Hawks (PL)          | Chunichi Dragons (CL)             | 4-1   | Kouji Akiyama                    |
| 2000  | Yomiuri Giants (CL)               | Fukuoka Daiei Hawks (PL)          | 4-2   | Hideki Matsui                    |
| 2001  | Yakult Swallows (CL)              | Osaka Kintetsu Buffaloes (PL)     | 4-1   | Atsuya Furuta                    |
| 2002  | Yomiuri Giants (CL)               | Seibu Lions (PL)                  | 4-0   | Tomohiro Nioka                   |
| 2003  | Fukuoka Daiei Hawks (PL)          | Hanshin Tigers (CL)               | 4-3   | Toshiya Sugiuchi                 |
| 2004  | Seibu Lions (PL)                  | Chunichi Dragons (CL)             | 4-3   | Takashi Ishii                    |
| 2005  | Chiba Lotte Marines (PL)          | Hanshin Tigers (CL)               | 4-0   | Toshiaki Imae                    |
| 2006  | Hokkaido Nippon Ham Fighters (PL) | Chunichi Dragons (CL)             | 4-1   | Atsunori Inaba                   |
| 2007  | Chunichi Dragons (CL)             | Hokkaido Nippon Ham Fighters (PL) | 4-1   | Norihiro Nakamura                |
| 2008  | Saitama Seibu Lions (PL)          | Yomiuri Giants (CL)               | 4-3   | Takayuki Kishi                   |
| 2009  | Yomiuri Giants (CL)               | Hokkaido Nippon Ham Fighters (PL) | 4-2   | Shinnosuke Abe                   |
| 2010  | Chiba Lotte Marines (PL)          | Chunichi Dragons (CL)             | 4-2-1 | Toshiaki Imae                    |
| 2011  | Fukuoka SoftBank Hawks (PL)       | Chunichi Dragons (CL)             | 4-3   | Hiroki Kokubo                    |
| 2012  | Yomiuri Giants (CL)               | Hokkaido Nippon Ham Fighters (PL) | 4-2   | Tetsuya Utsumi                   |
| 2013  | Tohoku Rakuten Golden Eagles (PL) | Yomiuri Giants (CL)               | 4-3   | Manabu Mima                      |
| 2014  | Fukuoka SoftBank Hawks (PL)       | Hanshin Tigers (CL)               | 4-1   | Seiichi Uchikawa                 |
| 2015  | Fukuoka SoftBank Hawks (PL)       | Tokyo Yakult Swallows (CL)        | 4-1   | Lee Dae-ho                       |
| 2016  | Hokkaido Nippon Ham Fighters (PL) | Hiroshima Toyo Carp (CL)          | 4-2   | Brandon Laird                    |
| 2017  | Fukuoka SoftBank Hawks (PL)       | Yokohama DeNA BayStars (CL)       | 4-2   | Dennis Sarfate                   |
| 2018  | Fukuoka SoftBank Hawks (PL)       | Hiroshima Toyo Carp (CL)          | 4-1-1 | Takuya Kai                       |
| 2019  | Fukuoka SoftBank Hawks (PL)       | Yomiuri Giants (CL)               | 4-0   | Yurisbel Gracial                 |
| 2020  | Fukuoka SoftBank Hawks (PL)       | Yomiuri Giants (CL)               | 4-0   | Ryoya Kurihara                   |

### Bilan par équipe
| Équipe                       | Finales gagnées | Finales perdues |
| ---------------------------- | --------------- | --------------- |
| Yomiuri Giants               | 22              | 14              |
| Saitama Seibu Lions          | 13              | 8               |
| Fukuoka SoftBank Hawks       | 11              | 9               |
| Tokyo Yakult Swallows        | 5               | 1               |
| Orix Blue Wave               | 4               | 8               |
| Chiba Lotte Marines          | 4               | 2               |
| Hiroshima Toyo Carp          | 3               | 5               |
| Hokkaido Nippon Ham Fighters | 3               | 4               |
| Yokohama DeNA BayStars       | 2               | 1               |
| Chunichi Dragons             | 2               | 8               |
| Hanshin Tigers               | 1               | 5               |
| Tohoku Rakuten Golden Eagles | 1               | 0               |